# Chizuko Ueno
Chizuko Ueno, in giapponese 上野 千鶴子? (Prefettura di Toyama, 12 luglio 1948), è una sociologa, scrittrice e docente giapponese, considerata la femminista più nota in Giappone. Il suo lavoro copre questioni sociologiche tra cui la semiotica, il capitalismo e il femminismo giapponese.  Nota anche per la qualità, la natura polarizzante e l'accessibilità del suo lavoro.
Nel 2024 è stata inclusa nell'elenco annuale delle 100 persone più influenti della rivista Time e citata come una "superstar sorprendente" in Cina.

## Biografia
Ueno è nata nella Prefettura di Toyama  e cresciuta come cristiana, cosa che lei considera "molto insolita" perché solo l'1% della popolazione giapponese è cristiana. Suo padre era un medico. In un'intervista al The Japan Times, lei descrive suo padre come "un totale sessista" che aveva aspettative estremamente alte nei confronti dei suoi due fratelli ma considerava sua figlia solo come una "ragazza da compagnia", il che le permetteva la "libertà di fare qualunque cosa volessi fare". Il matrimonio tra i genitori di Ueno fu infelice e sua madre si preoccupò ripetutamente delle difficoltà che il divorzio avrebbe comportato se lei lo avesse perseguito. Ueno avrebbe poi descritto le istituzioni matrimoniali monogame come "la radice di tutti i mali".
Ueno studiò sociologia all'Università di Kyoto, dove partecipò alle proteste studentesche Zengakuren degli anni '60. Ueno ha dichiarato che durante il suo periodo da studentessa, ha dovuto affrontare discriminazioni sessuali.

## Carriera accademica
Chizuko Ueno ha trascorso tutta la sua carriera sostenendo l’uguaglianza nella società giapponese e contribuendo alla creazione degli studi di genere come campo di ricerca riconosciuto in Giappone.
Nel 1982, Ueno scrisse The Study of the 'Sexy Girl' (セクシィ・ギャルの大研究) e Reading the Housewife Debates (主婦論争を読む), testi che sarebbero stati definiti "i portabandiera del femminismo degli anni '80". Il suo lavoro ha indagato la relazione tra il movimento "Women's Lib" (ウーマン・リブ) degli anni '60 e il Movimento di liberazione delle donne (女性解放運動) degli anni '70. La prospettiva principale di questi lavori era l'applicazione della teoria strutturalista e semiotica alla sociologia al fine di indagare i meccanismi di genere nella società. Questo dibattito pubblico coincise con l'importanza di altri studiosi come Asada Akira, Nakazawa Shin'ichi e Yomota Inuhiko, un periodo noto come il "boom del nuovo accademismo" (ニュー・アカデミズム・ブーム).
Dopo aver abbandonato i corsi di dottorato, Ueno ha lavorato in un think tank sui sistemi di marketing e ha prodotto numerosi lavori sul dibattito su consumo e società.
Dal 1979 al 1989 è stata docente, successivamente professoressa associata presso l'Heian Women's College e dal 1989 al 1994 docente presso l'Università Seika di Kyoto nel Dipartimento di Studi Umanistici. Nel 1993, dopo essere stata respinta da molte altre università come stridente studiosa femminista, ricevette un invito dall'Università di Tokyo.
È professore ospite speciale presso la Graduate School of Core Ethics and Frontier Sciences dell'Università Ritsumeikan e professore emerito presso l'Università di Tokyo.  Si è ritirata da questo ruolo per assumere l'incarico di direttore capo del Women's Action Network (WAN), un'organizzazione progettata per connettere e presentare femministe di diversa estrazione.
Nel 1994, Ueno ha ricevuto il premio Suntory Arts and Sciences per il suo lavoro, The Rise and Fall of the Modern Family. Fa parte del comitato editoriale del Journal of Women, Politics & Policy.

## Vita privata
È stata sposata con Daikichi Irokawa.

## Opere selezionate
- (EN) The Modern Family in Japan: Its Rise and Fall, Victoria, Australia, Trans Pacific Press, 2009, ISBN 978-1876843625. (la prima edizione in giapponese nel 1994)
- (EN) Chizuko Ueno e Jordan Sand, 2, in The Politics of Memory: Nation, Individual and Self, History & Memory, vol. 11, 1999,  pp. 129-152. (tradotto dal giapponese da Jordan Sand)
- (EN) Nationalism and Gender, Victoria, Australia, Trans Pacific Press, 2004, ISBN 978-1876843595.
- Patriarchy System and Capitalism, Taipei, Taiwan, China Times Publishing Co., 1997, ISBN 9789571323169.[21]
- 上野先生、フェミニズムについてゼロから教えてください! (pubblicato in giapponese il 12 gennaio 2020). ISBN 978-4479393320.